# Nubl
Nubl (arabiska: نبل) är en subdistriktshuvudort i Syrien.   Den ligger i provinsen Aleppo, i den nordvästra delen av landet, 300 km norr om huvudstaden Damaskus. Nubl ligger 413 meter över havet och antalet invånare är 25 546.
Terrängen runt Nubl är huvudsakligen platt. Nubl ligger nere i en dal. Närmaste större samhälle är ‘Afrīn, 18,5 km nordväst om Nubl. 
Trakten runt Nubl består till största delen av jordbruksmark. Runt Nubl är det ganska tätbefolkat, med 86 invånare per kvadratkilometer.